# کمربند انجیلی

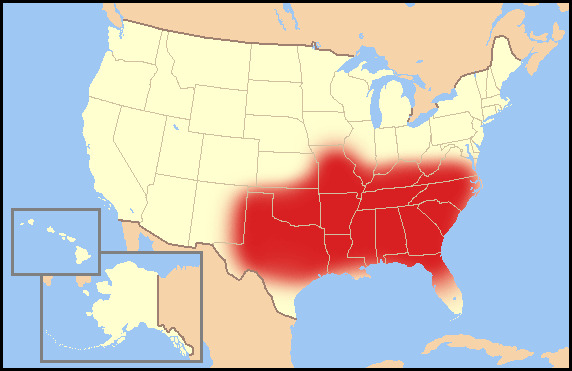

کمربند انجیل یا نوار انجیل آمریکا واژه ای است غیر رسمی که اشاره بر نواحی جنوب شرقی ایالات متحده آمریکا و ساکنین محافظه کار و پروتستان‌های مسیحی آن دارد. امروزه این واژه حتی از این تعریف فراتر رفته و رنگ و بوی فرهنگی و سیاسی به خود گرفته.
کمربند انجیلی ناحیه‌ای فرضی است که ایالت‌های جنوبی ایالات متحده آمریکا را از ایالت‌های لیبرال همچون منطقه نیوانگلند و سواحل غربی آمریکا جدا می‌کند. این منطقه عمدتاً سنتی روستایی و پایبند به ارزش‌های دینی و خانوادگی است. مخالفت با سقط جنین و همجنسگرایی در این منطقه قوی است و هنوز نشانه‌های تبعیض نژادی علیه سیاهپوستان دیده می‌شود.
به لحاظ تاریخی رشد نگرش‌های لیبرالیستی در دوران حکومت جان کندی و لیندون جانسون تحت عنوان جامعه بزرگ و همچنین برنامه‌های جسورانه بیل کلینتون نظیر آزادی همجنسگرایی در ارتش به ظهور هویت دینی ایالت‌های جنوبی افزود. البته در این منطقه گرایش‌های افراطی همچون اعتقاد به جنگ آخرالزمانی و معجزه هزاره بروز کرده‌است. از این رو در منطقه کمربند انجیلی ارتباط قوی میان بنیادگرایان مسیحی و مسیحیان صهیونی به وجود آمده‌است.
ایالاتی که غالباً عضو کمربند انجیلی به حساب آورده می‌شوند عبارت‌اند از:

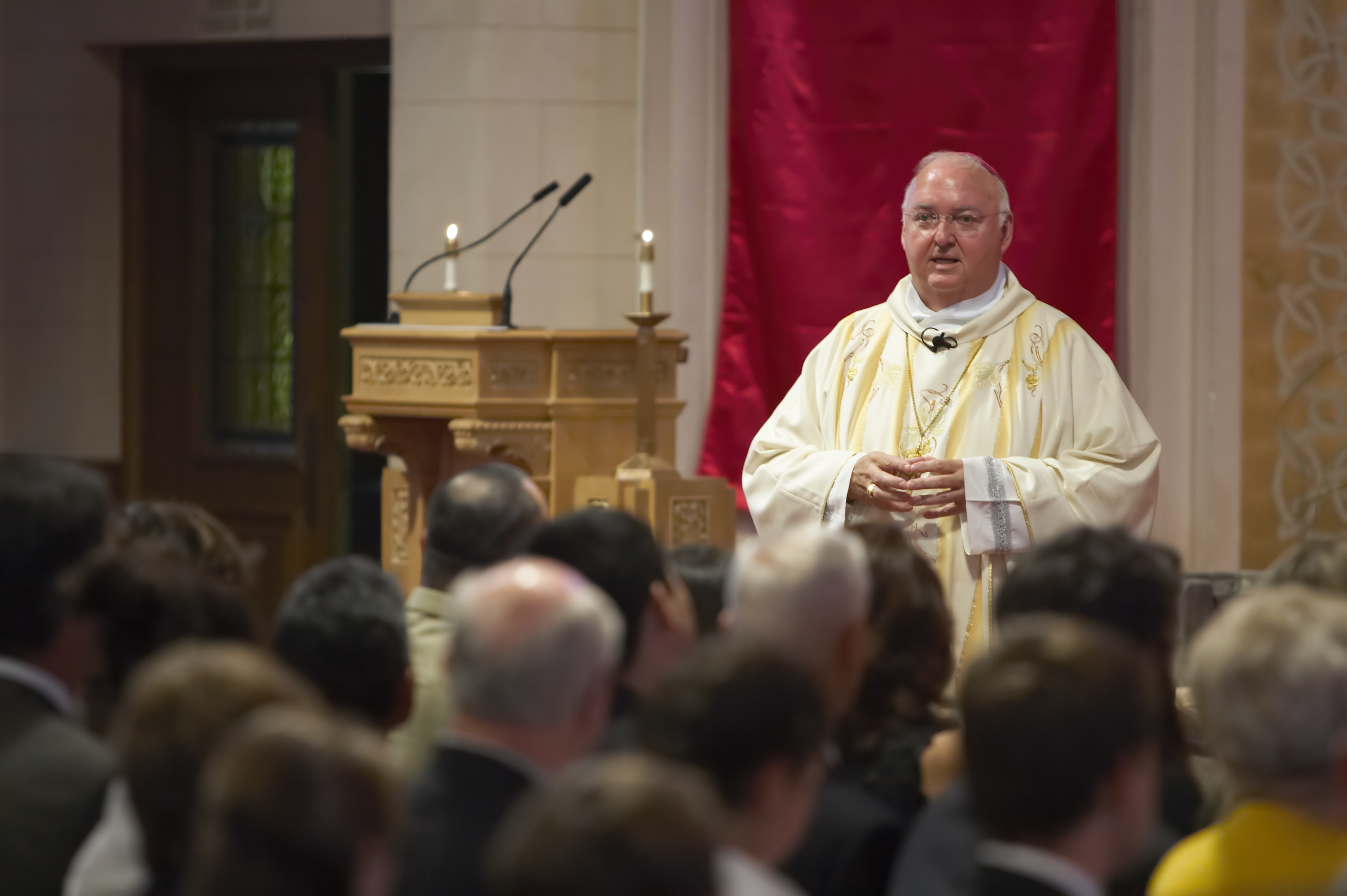
کلیسا و مذهب از محور هاییست که سیاست کمربند انجیلی آمریکا را تعیین می‌کند.

- آرکانسا
- فلوریدا
- جورجیا
- جنوب ایلینوی
- ایندیانا
- کانزاس
- کنتاکی
- لویزیانا
- میسیسیپی
- میزوری
- کارولینای شمالی
- کارولینای جنوبی
- اوکلاهوما
- تنسی
- شمال تگزاس
- ویرجینیا
- ویرجینیای غربی